# Blood for Blood
 (juin 2016).
Si vous disposez d'ouvrages ou d'articles de référence ou si vous connaissez des sites web de qualité traitant du thème abordé ici, merci de compléter l'article en donnant les références utiles à sa vérifiabilité et en les liant à la section « Notes et références ».
Albums de Hellyeah
Band of Brothers
(juillet 2012) Unden!able
(juin 2016)
Blood for Blood est le quatrième album du groupe Hellyeah, sorti en juin 2014 sur le label Eleven Seven Music.

## Liste des titres
| No  | Titre                               | Durée |
| --- | ----------------------------------- | ----- |
| 1.  | Sangre por sangre (Blood for Blood) | 4:34  |
| 2.  | Demons in the Dirt                  | 3:53  |
| 3.  | Soul Killer                         | 3:34  |
| 4.  | Moth                                | 4:51  |
| 5.  | Cross to Bier (Cradle of Bones)     | 3:34  |
| 6.  | DMF                                 | 3:50  |
| 7.  | Gift                                | 3:48  |
| 8.  | Hush                                | 3:53  |
| 9.  | Say When                            | 2:55  |
| 10. | Black December                      | 4:33  |
| 11. | Feast or Famine (bonus)             | 3:21  |
| 12. | Hush (Acoustic) (bonus)             | 3:53  |